# Nutrizione artificiale
La nutrizione artificiale o NA è un insieme di metodiche atte a permettere la nutrizione di pazienti che non sono in grado, momentaneamente o permanentemente, di assumere alimenti per via orale per vari motivi, o che non assumono un adeguato apporto nutritivo.
L'alimentazione assistita consiste nell'imboccare una persona, o nel frullarle il cibo per sopperire alla sua incapacità di masticare adeguatamente. La nutrizione artificiale, invece, sostituisce funzioni fisiologiche, ed è un trattamento medico sostitutivo, come la ventilazione meccanica e l'emodialisi.

## Aspetti legali
L'insieme delle procedure è considerato un trattamento medico che prevede il consenso informato del paziente o di una persona da esso delegata..
La nutrizione artificiale è un trattamento "salvavita" la cui sospensione comporta la morte dell'assistito, e nello stesso tempo è ritenuto doloroso e invasivo, può protrarsi per mesi in un malato terminale, per anni in una persona in coma vegetativo, oppure cosciente e immobilizzata a letto con nutrizione artificiale a seguito di un incidente, infortunio, o qualche malattia dei distretti muscolari.

A confronto con il suicidio assistito o con altre forme di eutanasia che procurano una morte non dolorosa nel giro di pochi minuti, il caso contrario di sospensione della nutrizione e idratazione artificiale conduce alla morte solo dopo tre (o più) giorni senza introdurre cibo né liquidi, con dolore cronico in tutto il corpo, laddove la terapia del dolore riesce a dare solo una copertura parziale alle esigenze dell'assistito (a pena dello stato cosciente e di veglia), col rischio secondario di diminuire i tempi di vita oltre certe dosi, come accade per i malati terminali.
Oltre all'obbligatorietà del consenso informato prima di procedere, l'assistito o la persona delegata hanno comunque il diritto a rinunciare successivamente al trattamento in qualsiasi momento. 
Il personale medico e paramedico hanno in generale un obbligo giuridico e deontologico di impedire un pericolo di decesso, ma la legislazione non chiarisce se, almeno quando la sospensione comporta un immediato e concreto rischio di decesso del paziente, il trattamento si possa e debba eseguire in via coattìva, contro la volontà dell'assistito. È quindi indeciso se l'omessa nutrizione artificiale: senza pronuncia del paziente o di un famigliare (vale il silenzio-dissenso?) non configuri un reato di istigazione o aiuto al suicidio (art. 580 c.p.); in caso di consenso negato, quando il paziente chiede di sospendere la nutrizione, se si configuri il reato di omicidio del consenziente (art. 579 c.p.). Questi reati sono procedibili di ufficio, non dietro querela di parte, e dunque anche se l'assistito e i famigliari tutori hanno espresso un consenso scritto per sospendere il trattamento.

Di contro, l'omesso consenso informato non è reato nel codice penale, e può dare luogo ad un risarcimento danni che pagheranno il medico e la struttura sanitaria, per inadempimento contrattuale con vizio del consenso. Inoltre, se mai l'esecuzione in via coattìva integrasse in sé un illecito penale, che viene a cadere perché si può anche ravvisare lo stato di necessità (art. 54 c.p.), il fatto di evitare un grave pericolo all'altrui persona, non volontariamente causato dal medico (perché il paziente ha negato in precedenza il consenso) e non altrimenti evitabile, con altri trattamenti; cosa che dà luogo al cosiddetto ristòro (anziché risarcimento) del danno con un indennizzo, ma che di nuovo esclude un procedimento penale.

## Indicazioni alla NA
L'alimentazione naturale è composta di diverse fasi:
- Apporto di cibo alla bocca
- Masticazione
- Deglutizione
- Digestione

Le condizioni per cui si ricorre alla nutrizione artificiale possono pertanto essere:
- impossibilità (o anche rifiuto) di alimentarsi:
  - pazienti in stato di coma
  - pazienti con vario tipo di demenza
  - pazienti anoressici
- difetti di masticazione e/o deglutizione:
  - alterazioni odonto-stomatologiche: impossibilità di masticare o deglutire i cibi, per danni ossei e/o muscolari
  - alterazioni neurologiche
- difetti di digestione:
  - alterazioni gastroenterologiche: vomito o diarrea incoercibili; alterazioni dei processi di assorbimento
  - traumi addominali
- condizioni generali di malnutrizione o denutrizione (soprattutto in pazienti che devono essere sottoposti ad un intervento chirurgico)
  - cachessia
  - cicli di chemioterapia
  - interventi chirurgici (soprattutto se coinvolgono parti dell'apparato digerente)
- prevenzione di uno stato iper-catabolico
  - pazienti con traumi o ustionati gravi
  - pazienti in terapia intensiva

## Vie di somministrazione
- Nutrizione enterale (NE): se si prevede un percorso di nutrizione artificiale superiore ai 30 giorni, questa via è sempre quella da preferire quando possibile (cioè se gli organi del sistema digerente sono sani e funzionanti);[2] si preferisce perché è la nutrizione più simile a quella fisiologica. Si attua con diversi tipi di sonde, gastriche o intestinali.
- Nutrizione parenterale (NP): se si prevede un supporto nutrizionale a breve termine, o se l'apparato digerente non è funzionante,[2] si ricorre a questa via, che oltrepassa le vie digestive, mediante l'introduzione di un catetere venoso in una vena periferica o centrale.[3] Si distinguono due tipologie di NP:
  - la NP totale ("TNP"): la NP è l'unica forma di nutrizione che il paziente riceve
  - la NP supplementare ("SPN"): essa complementa quanto assunto dal paziente come alimentazione o NE. La SPN consente di raggiungere più facilmente i target calorici-proteici, ad esempio nei casi quando la nutrizione enterale è rifiutata, se persiste ristagno gastrico clinicamente significativo, quando l'alimentazione spontanea è insufficiente.

## Miscele nutrizionali
La NA viene attuata somministrando miscele nutrizionali preparate con procedure farmaceutiche in via artificiale (preparazioni galeniche magistrali) generalmente dal farmacista ospedaliero, oppure in modalità industriale. In questo ultimo caso sono considerate come farmaci e per questo motivo devono ricevere una Autorizzazione all'Immissione in Commercio ed essere prescritte esclusivamente da personale medico. 
Il fabbisogno calorico si calcola sulla base delle condizioni generali del paziente, del suo stato nutrizionale, della patologia che ha reso necessaria la nutrizione artificiale, delle eventuali complicanze e di malattie preesistenti che possano alterare il metabolismo (diabete, cirrosi epatica, insufficienza renale); un metodo per il calcolo del fabbisogno sono le equazioni predittive per il metabolismo basale, delle quali la prima è l'equazione di Harris-Benedict. Queste equazioni predittive però non tengono conto dello stato clinico, per cui -quando possibile- è preferibile misurare il valore reale mediante calorimetria indiretta.